# Пекіні (округ)
Пекіні (алб. Rrethi i Peqinit) — один з 36 округів Албанії, розташований в центральній частині країни.
Округ займає територію 191 км² і відноситься до області Ельбасан. Адміністративний центр — місто Пекіні.
Населення округу переважно мусульманське.

## Географічне положення
Округ Пекіні займає 15-кілометрову ділянку долини річки Шкумбіні, що перетинає округ у західному напрямку. Це другий серед найменших округів Албанії.
На півночі округу тягнуться пагорби висотою до 750 метрів, південь є рівниною.

## Транспорт
Пекіні має хороше транспортне сполучення. Тут проходить як гілка албанської залізниці Дуррес — Поградец, так і 8-й Міжнародний транспортний коридор, ведучий від Адріатичного моря через Македонію і Болгарію до Чорного моря.
На основі археологічних розкопок поблизу Пекіні передбачається, що тут знаходилось античне місто Клавдіана, що стояло на Егнатієвій дорозі.

## Адміністративний поділ
Територіально округ розділений на місто Пекіні і 5 громад: Gjoçaj, Karina(Каріна), Pajova(Пайова), Përparim, Sheza.